# ريجيا ايرونوتيكا

ريجيا ايرونوتيكا (1929-1943).

القوات الجوية الملكية الإيطالية (بالإيطالية: Regia Aeronautica Italiana، تُنطق: ريجيا ايرونوتيكا إيتاليانا) وهي القوات الجوية لمملكة إيطاليا. تأسست كخدمة مستقلة عن الجيش الملكي الإيطالي من عام 1923 حتى عام 1946. في عام 1946، ألغيت الملكية وأصبحت إيطاليا جمهورية، حيث تغير الاسم من القوات الجوية الملكية إلى القوات الجوية الإيطالية.

## التاريخ

### البدايات
في بداية القرن العشرين، كانت إيطاليا في طليعة الحرب الجوية: خلال استعمار ليبيا في عام 1911، قامت بأول رحلة استطلاع في التاريخ في 23 أكتوبر، وأول غارة قصف على الإطلاق في 1 نوفمبر.
خلال الحرب العالمية الأولى، قامت شركة Corpo Aeronautico Militare الإيطالية، التي كانت لا تزال جزءًا من الجيش الملكي الإيطالي، بتشغيل مزيج من المقاتلات الفرنسية والقاذفات المحلية الصنع، ولا سيما طائرة كابروني العملاقة. كان لدى ريجيا مارينا (البحرية الملكية) ذراعها الجوي الخاص بها، وتصنع القوارب الطائرة المحلية الصنع.

### تأسيسRegia Aeronautica
أصبحت القوات الجوية الإيطالية خدمة مستقلة - ريجيا ايرونوتيكا - في 28 مارس 1923. نظام بينيتو موسوليني الفاشي حولها إلى آلة دعاية مثيرة للإعجاب، بطائراتها التي تتميز بألوان العلم الإيطالي عبر كامل الجوانب السفلية للأجنحة، مما يجعل العديد من الرحلات الجوية القياسية. بين 1 أبريل 1939 و1 نوفمبر 1939، حقق الطيارون الإيطاليون ما لا يقل عن 110 أرقام قياسية، وفازوا ببطولات العالم في رحلات ذهاب وإياب ورحلات طويلة المدى ورحلات عالية السرعة والارتفاع. ربما كانت أكثر النجاحات الرائعة هي الرقم القياسي العالمي لسرعة الطائرة العائمة 709 كم / ساعة (440.6   ميل بالساعة) التي حققها فرانشيسكو أجيلو على متن طائرةMacchi-Castoldi MC-72 في أكتوبر 1934  حيث قطعت الرحلة بعيدة المدى، إلى الولايات المتحدة والعودة إلى إيطاليا في عام 1933، ما مجموعه 19000 كم (11،800 ميل) على طائرة قارب سافويا-ماركيتي S.55. تم تنظيم هذا الإنجاز الرائد بقيادة الجنرال للطيران إيتالو بالبو. 
خلال النصف الأخير من ثلاثينيات القرن العشرين، شاركت Regia Aeronautica في الحرب الأهلية الإسبانية، وكذلك غزوات إثيوبيا وألبانيا.

### ألبانيا
لعبت ريجيا ايرونوتيكا دورًا محدودًا خلال الغزو الإيطالي لألبانيا.  

### الحرب العالمية الثانية
في يوليو 1939، كان ينظر إلى ريجيا ايرونوتيكا على أنها ذراع جوي رائع، يحمل ما لا يقل عن 33 رقمًا قياسيًا عالميًا، وهو ما كان أكثر من ألمانيا (15)، فرنسا (12)، الولايات المتحدة (11) الاتحاد السوفيتي (7)، اليابان ( 3) والمملكة المتحدة (2) وتشيكوسلوفاكيا (1).  عندما بدأت الحرب العالمية الثانية في عام 1939، كان لدى إيطاليا قوة على الورق تصل إلى 3296 آلة. في حين لا تزال قوة لا يستهان بها من الناحية العددية، فقد أعاقتها صناعة الطائرات المحلية التي كانت تستخدم طرق إنتاج قديمة. في الواقع، كانت 2000 طائرة فقط مناسبة للعمليات، منها 166 فقط مقاتلات حديثة 89 Fiat G.50 و77 Macchi MC.200 ، كلاهما أبطأ من الخصوم المحتملين مثل هوكر هوريكان وسوبرمارين سبتفاير وDewoitine D.520 . ومع ذلك، لم يكن لدى ريجيا ايرونوتيكا مقاتلات بعيدة المدى ولا مقاتلات ليلية.  المساعدة التقنية التي قدمتها حليفتها الألمانية لم تقدم الكثير لتحسين الوضع.

#### الحملة التونسية
في وقت الحملة التونسية، نادراً ما تمتعت شركة ريجيا ايرونوتيكا ولوفتفافه بالتكافؤ ناهيك عن التفوق الجوي في شمال إفريقيا.

هيكل ريجيا ايرونوتيكا التنظيمي في عام 1943

## أعضاء بارزون في ريجيا ايرونوتيكا
- إيتالو بالبو
- فرانشيسكو باراكا (سلف)
- Ettore Muti
- بيير روجيرو بيتشيو ، رئيس الأركان المؤسس
- أمبرتو نوبيل
- فيتوريو ريفيترا
- غايتانو كوستا

## نهاية ريجيا ايرونوتيكا
خلفت ايرونوتيكا ميليتاري الريجيا ايرونوتيكا عندما أصبحت إيطاليا جمهورية في 2 يونيو 1946.